# Снітківська сільська рада
| Снітківська сільська рада — колишній орган місцевого самоврядування у Мурованокуриловецькому районі Вінницької області з адміністративним центром у с. Снітків. Сільській раді підпорядковані населені пункти: - с. Снітків - с. Рясне |

## Склад ради
Рада складається з 14 депутатів та голови.

## Керівний склад сільської ради
| ПІБ                             | Основні відомості                                                                         | Дата обрання | Дата звільнення |
| ------------------------------- | ----------------------------------------------------------------------------------------- | ------------ | --------------- |
| Моргун Валентина Іванівна       | Сільський голова, 1973 року народження, освіта, член Народно-демократичної партії України | 26.03.2006   | 01.02.2010      |
| Ольшевський Віктор Валентинович | Сільський голова, 1964 року народження, освіта, безпартійний                              | 20.06.2010   | 31.10.2010      |
| Ольшевський Віктор Валентинович | Сільський голова, 1964 року народження, освіта вища, безпартійний                         | 31.10.2010   |                 |

Примітка: таблиця складена за даними джерела